# Exotic
Exotic är den korthåriga varianten av kattrasen perser. Precis som sin syskonras är det en lugn och stabil katt med satt kroppsbyggnad och en kort nos. Rasstandarden är, förutom hårlaget, densamma som för perserkatten. Exotic sägs vara alternativet för den som är ute efter perserkattens lugna sätt, men som inte vill ägna sig åt pälsvård varje dag.